# حد (رياضيات)

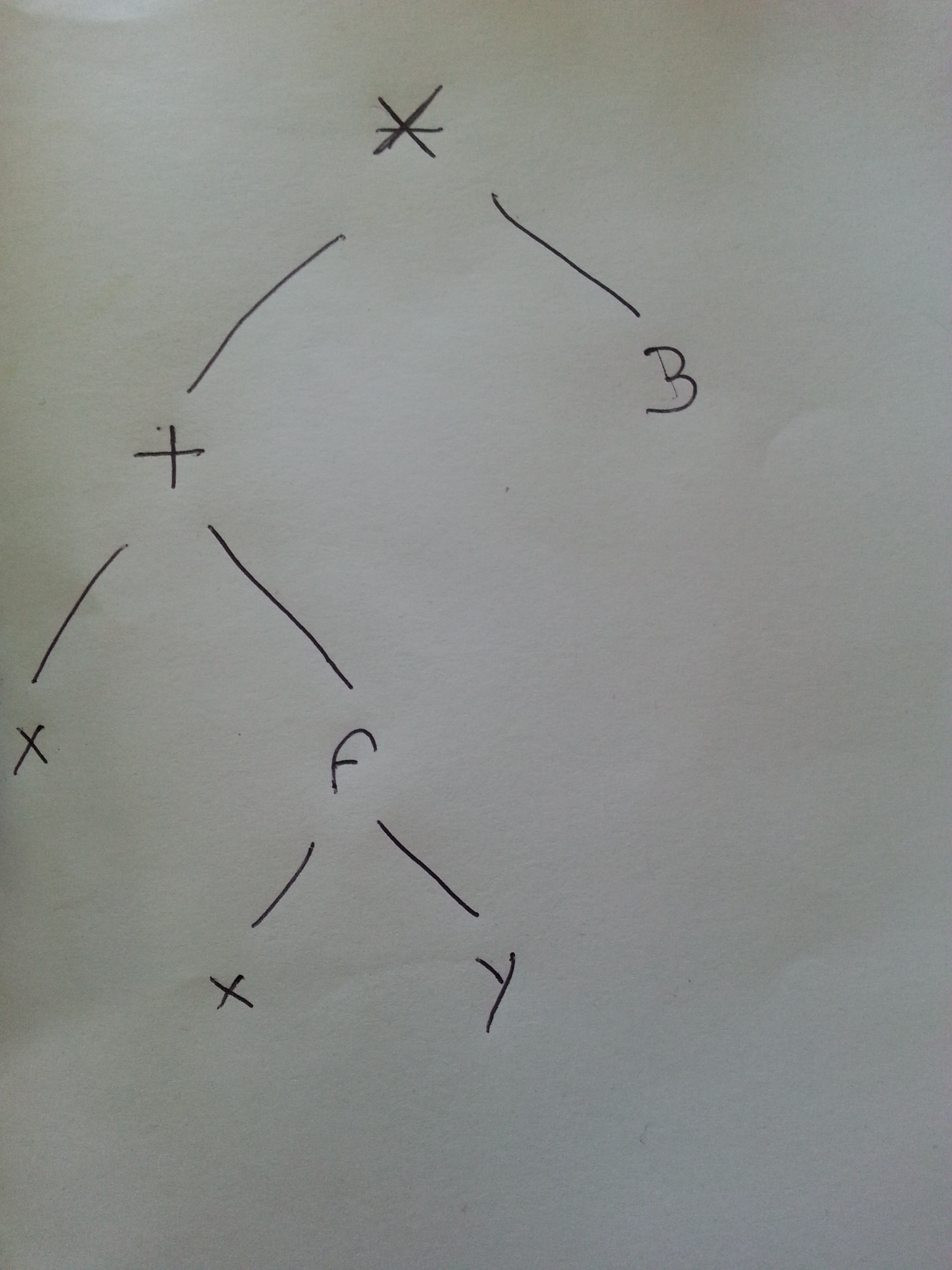

الحد أو الجملة في الرياضيات هو أي قيمة (متغير أو ثابت) أو تعبير يفصل عن غيره بأحد الإشارتين + أو - في التعبير الكلي الواحد.
في الرياضيات الابتدائية، يكون الحد عبارة عن رقم أو متغير واحد، أو جداء عدة أرقام أو/ ومتغيرات مع بعضها البعض. على سبيل المثال:3 + 4x + 5yzw في هذا المثال إن 3، 4x، 5yzw هي جميعها حدود.
هذا التعريف البسيط لا يغطي جميع فروع الرياضيات وخاصة الرياضيات المتقدمة.